# Šakvice
Šakvice település Csehországban, Břeclavi járásban. Šakvice Hustopeče, Přítluky, Starovičky, Strachotín, Zaječí és Pavlov településekkel határos. Lakosainak száma 1572 fő (2024. január 1.).

## Népesség
A település lakosságának változását az alábbi diagram mutatja:
| Lakosok száma | 944  | 1154 | 1325 | 1471 | 1573 | 1380 | 1374 | 1428 | 1483 | 1572 |
|               | 1869 | 1900 | 1921 | 1961 | 1980 | 2011 | 2016 | 2019 | 2021 | 2024 |